# Nicolas Filleul
Pour les articles homonymes, voir Filleul (homonymie).
Œuvres principales
Achille (Filleul)
Nicolas Filleul de La Chesnaye, né à Rouen en 1530 et mort en 1575, est un poète et dramaturge français.

## Biographie
Professeur au collège d'Harcourt où il fait représenter, en 1563, Achille, tragédie françoise (1563), Nicolas Filleul gravite dans l'orbite de la Pléiade. Il connaît Ronsard, Du Bellay et Baïf. En 1560, il a publié, à Rouen, un recueil de sonnets.
Le cardinal de Bourbon, alors archevêque de Rouen, le choisit pour organiser les spectacles en l'honneur de  Charles IX et sa mère Catherine de Médicis, au château de Gaillon en septembre 1566.
Les pièces composées par Filleul pour cette occasion sont représentées les 26 et 29 septembre 1566 dans le grand pavillon du parc de la maison de plaisance des évêques de Rouen édifiée par le cardinal d’Amboise. 
Intitulées " Thétis ", " Francine ", "Les Ombres, comédies pastorales" ; " Les Naïades ou La naissance du roi Charlot, allégorie " ; "Lucrèce, en cinq actes, avec des chœurs ", ces pièces sont aussitôt éditées par le cardinal de Bourbon sous le titre collectif de Théâtres de Gaillon avec une dédicace À la Reine.
Filleul a encore publié Les Discours ou Sonnets moraux, Rouen, 1563, in-4° ; La Couronne de Henry le victorieux, roi de Pologne, Rouen, 1563, in-4°. On connaît aussi de lui une traduction en vers français d’un poème en vers latins intitulée d’Angello Bargeo, adressée à Catherine de Médicis.
La devise de Filleul, qui a également été l'aumônier d'Henri III, est Fatis contraria fata rependens [opposant des destins meilleurs à des destins contraires] (Virgile, Énéide, I, 239).

### Éditions modernes
- Les Théâtres de Gaillon, éd. Françoise Joukovsky, Genève, Droz, 1971.
- Les Ombres, texte édité et présenté par D. Mauri, Florence-Paris, Olschki-PUF, 1997, Théâtre Français de la Renaissance, Première Série, vol. 9.
- Achille, Théâtre Français de la Renaissance, Première série, vol. 2 (1561-1566), Paris-Florence, PUF-Olschki, 1989, p. 69-123.
- Le Discours, Lewiston, Edwin Mellen Press, 2005  (ISBN 077346185X)

### Études
- Elliott Christopher Forsyth, La Tragédie française de Jodelle à Corneille, Paris, Nizet, 1962.
- Marcel Raymond, L'Influence de Ronsard sur la poésie française, Genève, Droz, 1995, p. 260-264.